# Andalucía Directo
Andalucía Directo es un programa que emiten Canal Sur Televisión y Canal Sur Andalucía, de lunes a viernes, festivos incluidos, entre las 18:00 y las 19:50h.

## Estructura
La rama temática de Andalucía Directo se basa fundamentalmente en la actualidad, con un formato de reportajes y conexiones en directo en distintos puntos de la geografía andaluza. A partir de la misma, se tratan temas que van desde el interés social o humano, pasando por la crónica de sucesos y curiosidades, hasta el meteorológico, gastronómico, folclórico y cultural.

## Historia
El primer programa se emitió el 5 de enero de 1998, con un programa especial con motivo de la Cabalgata de Reyes Magos y el día 12 de ese mismo mes bajo una nueva fórmula sin precedentes en la televisión pública andaluza, para tratar la actualidad informativa desde las diferentes provincias con conexiones en directo y desde entonces no ha dejado de emitirse a diario y es además el programa diario con más emisiones de la televisión en España, con más de 6.500 programas a sus espaldas y en antigüedad solo es superado en 11 meses por Saber y ganar.
El creador del espacio es el veterano periodista José Antonio Gurriarán, artífice también de la extinta cadena Canal 2 Andalucía, con la dirección de Kike Álvarez, coordinación de Angustias García y edición de Rafael Cremades y Mariló Montero; la duración del programa en esta época es de 19h00 a 20h30. En la primera época es presentado por Mariló Montero y Rafael Cremades. También forman parte de este equipo las periodistas Angustías García y Carmen Cano. 
En esta primera etapa en la que el programa se da a conocer por los espectadores, cosecha una buena audiencia y el espacio destaca por su cercanía con los espectadores andaluces, gracias a la variada temática con la que el espacio se emite cada día, habiendo especiales con motivo de alguna fecha señalada.
En mayo de 2001 la dirección cambia de manos. José Manuel Lupiáñez es el nuevo director, con Ángela Izquierdo en la subdirección desde 2002 y Salvador Gutiérrez en la edición desde noviembre de 2005. La presentación tampoco queda ajena ante los cambios y Blanca Rodríguez se convierte en la nueva presentadora, puesto qué ocupa durante 8 años, entre marzo de 2001 y diciembre de 2009. Ángela Izquierdo (junio de 2001 a febrero de 2003), Miguel Ángel Sánchez, Salvador Gutiérrez y Fernando Díaz de la Guardia se encargan de las sustituciones.
En esta etapa el programa se consolida entre los andaluces como una marca de referencia y cercanía y rara vez es el día que baja del 20% de cuota de audiencia, formando un estupendo tándem con los programas presentados por Agustín Bravo (Bravo por la tarde, 2000-2003), Juan y Medio (Punto y Medio, 2003-2006) y María del Monte (La tarde con María, 2007-2009) en esta etapa del recorrido. En 2006 el programa gana el premio Iris de la Academia de Televisión y de las Ciencias y Artes del Audiovisual de España a mejor programa autónomico informativo.
El equipo directivo se mantiene estable hasta febrero de 2006, fecha en la cual, Miguel Ángel Cortés se convierte en el nuevo director del programa hasta febrero de 2009, siendo la periodista María Teresa Sánchez la que toma las riendas del programa hasta diciembre de 2009. La edición es firmada por Nuria Tamayo y Salvador Gutiérrez. 
En enero de 2010, Modesto Barragán reemplaza a María Teresa Sánchez como directora y en febrero del mismo año a Blanca Rodríguez, presentadora del programa durante la última década. De este equipo forman parte Fernando Díaz de la Guardia, Paz Santana y Juan María Jiménez en la edición. Fernando Díaz de la Guardia y Paz Santana se encargan de las suplencias.
Bajo la batuta de Modesto Barragán, el programa renueva su imagen el 1 de febrero de 2010 y en noviembre de 2011, el programa abre perfiles en Twitter y Facebook y facilita un número de WhatsApp (aparte de la línea telefónica habitual del programa), para que los espectadores realicen sus quejas, denuncias o peticiones. Además, debido a la estabilidad a la que contribuye a la cadena con sus datos de audiencia, el programa estrena una edición de fin de semana el 10 de septiembre de 2011, emitiéndose así los sábados y domingos bajo la dirección de Nuria Tamayo y la presentación de Fernando Díaz de la Guardia y Carolina Martín (copresentadora entre diciembre de 2011 y junio de 2012). Esta versión del programa solo duraría hasta verano de 2012. En estas fechas el número de reporteros del programa se vio reducido debido a los recortes presupuestarios.
Coincidiendo con su vigésimo aniversario se instaura el Premio Andalucía Directo de Reporterismo. El 25 de enero de 2018, se publicó el libro ADisfrutarlo y la ONCE emite el primer cupón dedicado a un programa de televisión y se inaugura un parque biosaludable a nombre de Andalucía directo en la localidad almeriense de Laujar de Andarax.
Desde el 3 de mayo de 2020 a julio de 2020, el programa recupera su emisión regular de los domingos (al margen de especiales), bajo la presentación y edición de Soco López.
El 27 de marzo de 2023, Andalucía Directo estrena plató por cuarta vez en su historia —el anterior cambio fue en 2015—, trasladándose al Estudio 2 del Centro de Producción de Programas de Canal Sur Radio y Televisión en San Juan de Aznalfarache (Sevilla). El veterano programa de Canal Sur, presentado por Modesto Barragán y Paz Santana, también estrena diseño gráfico y el logotipo presenta una línea más moderna, aunque conservando la base del logotipo estrenado en 2011 y que ha estado presente desde entonces.

## Equipo

### Presente
- Dirección: Modesto Barragán Ríos.
- Edición: Paz Santana, Esther Martín y Plácido Quesada.
- Coedición: Chelo Larrán y María Teresa Sánchez.
- Realización: Jorge Barrales.
- Producción: Curro Romero.
- Presentación: Modesto Barragán, Paz Santana, Soco López y Reyes López.

### Dirección
- Enrique Álvarez (1/1998-3/2000)
- Rafael Cremades (3/2000-3/2001)
- José Manuel Lupiáñez (3/2001-2/2006)
- Miguel Ángel Cortés (2/2006-2/2009)
- María Teresa Sánchez (2/2009-12/2009)
  - Coeditora, (2024-presente)
- Modesto Barragán (1/2010-presente)
- Nuria Tamayo (12/2011-6/2012, fin de semana)

### Presentación
- Mariló Montero (1/1998-7/1998)
- Rafael Cremades (1/1998-8/1998, sustituto)
  - Titular, (9/1998-2/2001)
- Angustias García (presentadora sustituta)
- Carmen Cano (presentadora sustituta)
- Blanca Rodríguez (11/1999-2/2001, presentadora sustituta)
  - Titular, (3/2001-12/2009)
- Luis Miguel Torrecillas (2000-2001, presentador sustituto)
- Ángela Izquierdo (6/2001-2/2003, presentadora sustituta)
- Miguel Ángel Sánchez (presentador sustituto)
- Salvador Gutiérrez (presentador sustituto)
- Miguel Ángel Cortés (presentador sustituto)
- Fernando Díaz de la Guardia (2009-2012, presentador sustituto)
  - Fin de semana (9/2011-6/2012)
- Modesto Barragán (2/2010-presente)
- Carolina Martín (12/2011-6/2012, fin de semana y presentadora sustituta)
- Paz Santana (2012-presente, presentadora sustituta)
- Soco López (2020, domingos)
  - (Sustituta, 2021-presente)
- Reyes López (2024-presente, presentadora sustituta)

### Edición o subdirección
- Angustias García (1998-2001, coordinadora)
- Rafael Cremades (1998-2001)
- Ángela Izquierdo (2002-2009)
- Salvador Gutiérrez (11/2005-2012)
- Nuria Tamayo (2008-2011)
- Fernando Díaz de la Guardia (2009-2012)
- Paz Santana (2010-presente)
- Juan María Casado (¿¿-??)
- Chelo Larrán (¿¿-presente)
- Plácido Quesada (¿¿-presente)
- Amelia Galocha (¿¿-2023)
- José María Gutiérrez (¿¿-??)
- Juan María Jiménez (¿¿-??)
- Esther Lazo (¿¿-??)
- Esther Martín (¿¿-presente)
- Soco López (¿¿-??)
- Inma Lago (2023-??)
- Valle Palma (2023-2024)

### Realización
- Lola Parra (1998-¿?)
- Daniel Berzal (¿¿-??)
- Antonio Jesús Cabrera (¿¿-??)
- María José Pérez (¿¿-??)
- Juan Carlos Merino (¿¿-??)
- Rafael Jiménez (¿¿-??)
- Aurelio Domínguez (¿¿-??)
- Nieves Fernández (¿¿-presente)
- Manuel Cadaval (¿¿-??)
- Miguel Ángel Carrasco (¿¿-??)
- Valentín Frontela (¿¿-??)
- Jorge Barrales (¿¿-presente)

### Producción
- Marián Angulo (¿¿-??)
- Rocío Cano (¿¿-??)
- Isabel María Santiago (¿¿-??)
- Inma Villalba (coordinadora de producción) (¿¿-??)
- Javier Regel (¿¿-??)
- José Ramón García (¿¿-??)
- Curro Romero (¿¿-presente)
- Nani Martín (¿¿-??)
- José Antonio Bustos (¿¿-??)
- Servando Massia (¿¿??)

### Reporteros
- David Gallardo (1998)
- Ángela Izquierdo (1998-¿¿??)
- Carmen Cano (1998-¿¿??)
- Lola López (1998-¿¿??)
- Marga Utrera (1998-¿¿??)
- Montse Delgado (1998-¿¿??)
- María Jesús Azor (1998-2000)
- Rafael Cremades (1998-2000)
- Toñi Moreno (1998-2000)
- Blanca Rodríguez (1998-2001)
- Luis Miguel Torrecillas (1998-2001)
- Patricia Adam (1998-2002)
- Susana Ruiz (1998-2002)
- Juan Carlos Roldán (1998-2003)
- Beatriz Díaz (1998-2004)
- Nacho Medina (1999)
- Antonio Garrido Benito (1999-¿¿??)
- Belén Nieto (1999-2003)
- Cristina Granados (2000-2001)
- David Hidalgo (¿¿??-1999)
- Quico Taronjí (2001-2004)
- Beatriz Simó (2001-2005)
- Salvador Gutiérrez (2001-2005)
- Carolina Martín (¿¿??-¿¿??)
- Merche Basadre (2001-2008)
- Ángel Gutiérrez (¿¿??-¿¿??)
- Fernando Álvarez (2003-2007)
- Miguel Ángel Sánchez (¿¿??-¿¿??)
- Silvia Sanz (2005-2009)
- Jesús Toral (2005-2011)
- Javier Lunaro (2005-2014)
- Mariló Vallejo (¿¿??-¿¿??)
- Nuria Tamayo (¿¿??-2006)
- Reyes López (2006-2011)
- María López (2006-2011)
- Manuel Rodríguez (2009)
- Álvaro Martín (2009-2011)
- Jesús Navarro (2009-2011)
- Lorena Jaén (2009-presente)
- Inés Porro (2009-2018)
- Fernando García Haldón (2010-2022)
- Carmen González (2010-2022)
- Mar Gutiérrez (2011-presente)
- Juan Carlos González (2011-presente)
- Lolo Páez (2011-¿¿??)
- Mario Rodríguez (2011-2020)
- Sergio Morante (2012-2016)
- María José Fernández (2016-presente)
- María Hernández (2018-2024)
- Lola Trigoso (2009-2011/2016-2019)
- Inma Navas (¿¿??-¿¿??)
- Carmen Ramos (¿¿??-presente)
- Ana Rufián (2010-2024)
- Lorena Caballero (¿¿??-presente)
- Teresa Núñez (2013; 2014; 2016-presente)
- María Lamas (2014-2019)
- Carolina Cambrils (2014-2021)
- Rafa Rodrigo (2015-2017)
- Marina Romero (2015-presente)
- Cristina Guil (2017-presente)
- Marta González (2018-presente)
- Eloy Moreno (2018-2020; 2021-presente)
- Mónica Martínez (2020-presente)
- Rocío Gelo (2020-2023)
- Álvaro Álex Garca (2022-presente)
- Álvaro Berro (2023)
- Alberto Ortigosa (2023-presente)
- José Manuel Medina (¿¿??-¿¿??)

## Reconocimientos
- Cupón de la ONCE del 25 de enero de 2018 con motivo del programa número 5.000.
- Décimo de la Lotería Nacional del 14 de mayo con motivo del programa número 6.000.
- Una calle, una plaza, una rotonda, dos parques públicos, un mirador y un paseo llevan su nombre respectivamente en Jun, Padul y Montefrío (Granada), Laujar y Vícar (Almería), Lebrija (Sevilla) y Macael (Almería).
- Premio ATEA 1998, de la Asociación de Telespectadores, como Mejor Difusión de Valores Andaluces.
- Premio Iris al Mejor Programa Autonómico Informativo de 2006.
- Premio Andalucía de Periodismo 2005.
- Premio Periodismo y Salud de Andalucía 2000.
- Premio Andalucía de Migraciones 2018.
- Premio Periodístico Luís Portero de “Promoción del Donante de Órganos y Tejidos de Andalucía” en 2006 y 2016.